# Sapyga quinquepunctata

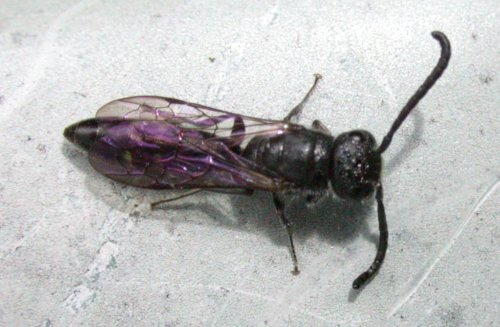
Sapyga quinquepunctata, Männchen

Sapyga quinquepunctata ist ein Hautflügler aus der Familie der Keulenwespen (Sapygidae). Das lateinische Art-Epitheton bedeutet „fünfpunktig“.

## Merkmale
Die Wespen haben eine Körperlänge von 8 bis 12 Millimetern (Weibchen) bzw. 7 bis 12 Millimetern (Männchen). Der Körper der Weibchen ist samt den Beinen schwarz, die Tergite und Sternit am zweiten und dritten Segment sind rot. Im Gesicht, auf dem Pronotum und auf dem vierten bis sechsten Tergit sowie auf der Basis der Schienen (Tibien) der Vorderbeine befinden sich gelbe Flecken. Die Unterseite der Fühler ist teilweise orangerot. Die Männchen sind schwarz und haben gelbe Flecken auf der Stirnplatte (Clypeus), den inneren Augenrändern, dem zweiten bis vierten Tergit, auf den Vorderschienen und teilweise auch auf dem zweiten und dritten Sternit. Die Unterseite der Fühler ist teilweise dunkel gelb gefärbt. Die Fühlerglieder werden zur Spitze hin dicker, die letzten Glieder haben oberseits eine vorspringende Kante. Das achte bis zwölfte Fühlerglied ist gleich lang wie breit. Die vorstehenden Kanten über den Fühlerbasen stoßen aneinander.

## Vorkommen und Lebensweise
Die Art ist in Europa verbreitet. Die Imagines fliegen von Anfang April bis Ende September. Die univioltine Art ist ein Kleptoparasit der Bienengattungen Osmia und Heriades sowie von Megachile parietina. Die Weibchen beobachtet man insbesondere im Juni, häufig in der Nähe von Bienennestern und Insektenhotels. Die Weibchen legen jeweils ein Ei in die noch im Bau befindlichen bzw. noch nicht vollständig bevorrateten Brutzellen ihrer Wirte. Die Larven des ersten Stadiums fressen mit Hilfe ihrer kräftigen Mandibeln die Brut. In den folgenden Entwicklungsstadien ernährt sich die Larve von deren Proviant.

## Bilder

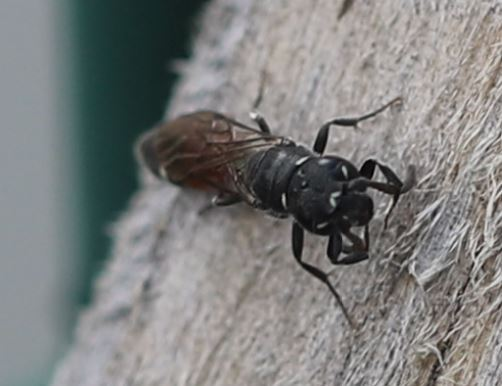
Frontansicht, Weibchen
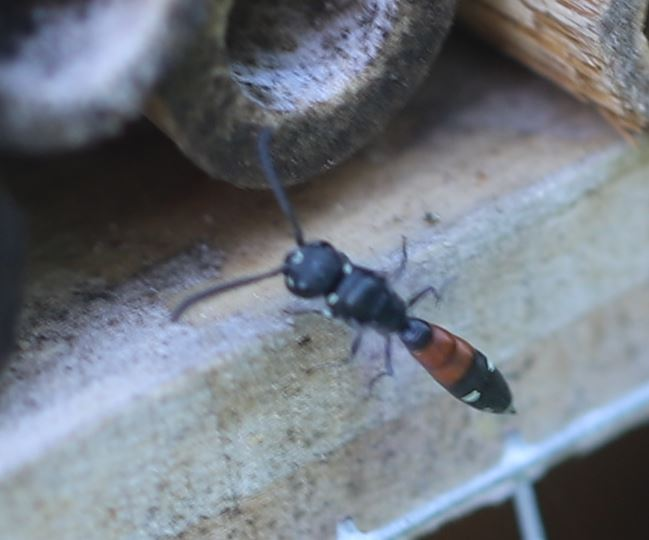
Weibchen vor Insektenhotel
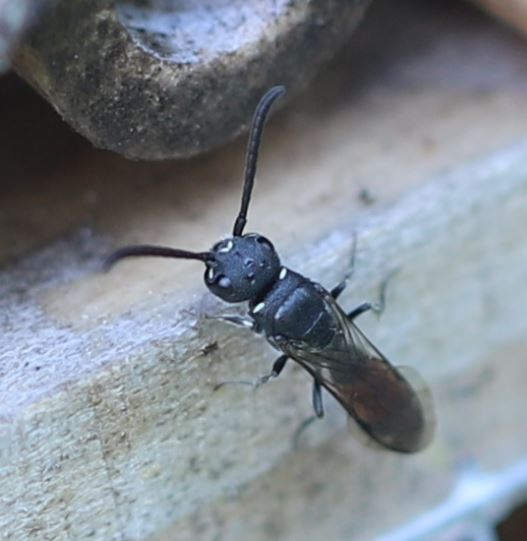
Weibchen vor Insektenhotel
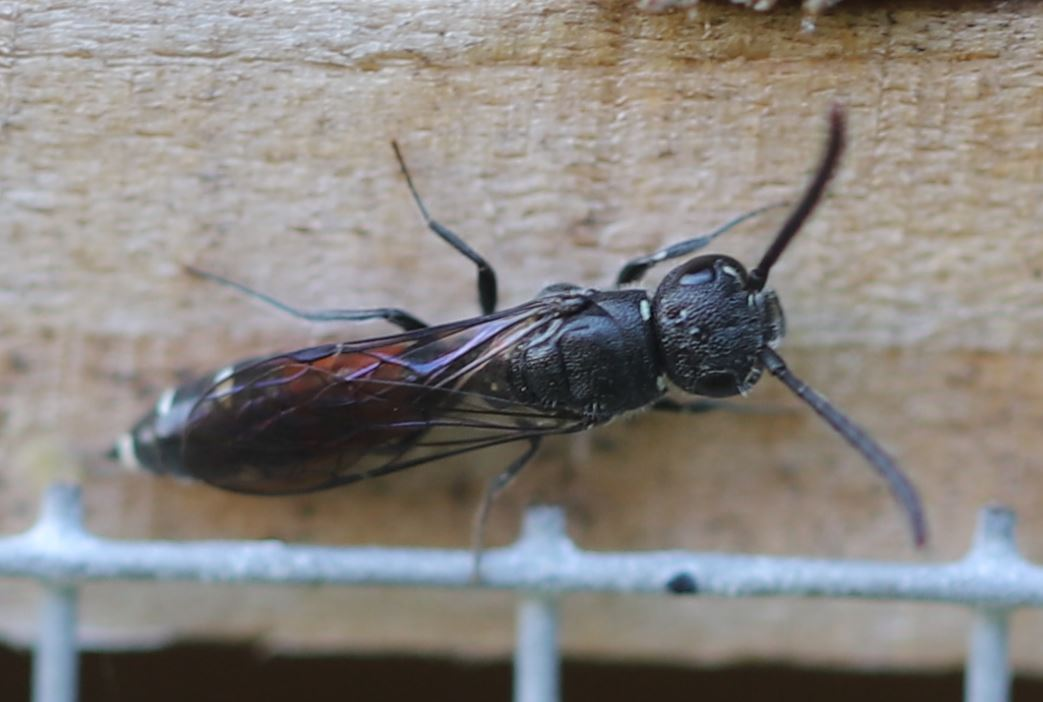
Weibchen vor Insektenhotel

## Belege
F. Amiet: Fauna Helvetica 23: Vespoidea 1. Centre Suisse de Cartographie de la Faune, 2008, ISBN 978-2-88414-035-5.